# Real Vicenza
Il Real Vicenza S.S.D., meglio nota come Real Vicenza, è una società calcistica italiana con sede nella città di Vicenza.
Fondata nel 2010 a seguito della fusione di tre preesistenti club di quartiere vicentini (il Leodari Sole Vicenza del quartiere del Villaggio del Sole, il Cavazzale dell'omonima frazione di Monticello Conte Otto e il Real Vicenza-Laghetto del quartiere di Laghetto), ha militato per cinque anni nelle leghe FIGC, raggiungendo quale livello più alto la Lega Pro (terza divisione professionistica italiana).
Dal 14 luglio 2015, dopo aver sciolto la propria prima squadra, la società è attiva a livello giovanile e femminile, oltre che come centro di allenamento per calciatori svincolati.

## Storia

### Fondazione (2010)
Nel 2010 l'imprenditore vicentino Lino Diquigiovanni propose alle tre summenzionate società di fondersi e costituire una nuova compagine unitaria, onde tentare di ascendere ai livelli più alti del calcio italiano.
Secondo il progetto formulato, il Leodari Sole avrebbe fornito la sede e i campi di allenamento, il Cavazzale avrebbe ceduto il titolo sportivo (valido per partecipare al campionato veneto di Eccellenza), mentre il Real Vicenza-Laghetto avrebbe fornito il nome. Nacque così la Società Sportiva Dilettantistica Real Vicenza V.S. (V.S. sta per Villaggio del Sole) che a somiglianza del maggiore club concittadino adottò i colori sociali biancorossi.

### Il dilettantismo (2010-2013)
Il Real Vicenza giocò la sua prima partita ufficiale il 19 settembre 2010, battendo per 3-2 l'Abano nel campionato veneto di Eccellenza. Già nella prima stagione il club navigò nella zona alta della classifica arrivando a fine campionato 3º, perdendo di poco la possibilità di disputare i play-off. La promozione arrivò la stagione successiva, nella quale il Real Vicenza vinse anche la fase regionale della Coppa Italia Dilettanti.
Nella stagione 2012-2013 il Real Vicenza, inserito nel girone C della Serie D, disputò un buon campionato: chiuse il proprio girone al 5º posto, superando la Clodiense all'ultima giornata e garantendosi il diritto a disputare i play-off, perdendo però la finale di raggruppamento contro la Virtus Verona (dopo aver eliminato il Pordenone secondo classificato). A seguito della mancata iscrizione di molte altre squadre il Real venne tuttavia ripescato, potendo così accedere al professionismo a soli tre anni di distanza dalla fondazione. Nell'occasione la denominazione sociale viene semplificata in Real Vicenza.

### Il professionismo (2013-2015)
Inquadrato nel girone A della Seconda Divisione 2013-2014, con l'obiettivo di raggiungere la promozione in Lega Pro unica, il club debutta nel professionismo il 25 agosto 2013, in Coppa Italia Lega Pro, sconfiggendo in trasferta la Virtusvecomp Verona. Grazie a questo risultato e alla susseguente vittoria in casa contro il Bassano, il Real passa il turno, salvo poi essere eliminato il 2 ottobre dal Vicenza, che nel primo incontro ufficiale contro i giovani concittadini s'impone per 3-0. Il debutto in campionato vede il Real vincere in trasferta contro il Castiglione: nelle successive giornate i biancorossi s'issano finanche al primo posto solitario. Un successivo calo del rendimento (con conseguente cambio di allenatore) non impedisce al Real di assicurarsi in anticipo di 2 giornate la terza promozione consecutiva.
Il campionato d'esordio in Lega Pro (chiuso ad un buon 7º posto, complice l'apporto decisivo dell'attaccante Salvatore Bruno) è tuttavia l'ultimo per il Real Vicenza: il 4 giugno 2015 il proprietario Lino Diquigiovanni annuncia in conferenza stampa l'intenzione di non reiscrivere la squadra alla terza serie e di concentrare il lavoro solo sul settore giovanile. Tale decisione viene motivata chiamando in causa lo scarso seguito di pubblico racimolato dal club (con una media di spettatori che arriva a stento a 200 unità, a fronte dei 13 000 posti disponibili al campo casalingo) e le critiche mosse al Real in merito all'utilizzo di una denominazione e di colori societari troppo allusivi verso quelli del Vicenza Calcio.

### Attività a livello giovanile (2015-)
Il 14 luglio 2015 il club non rinnova l'iscrizione al campionato successivo, disponendo la prosecuzione delle attività col solo settore giovanile e con la scuola calcio; a tal scopo viene successivamente siglato un accordo di partnership con il Genoa, mentre la denominazione sociale muta in Real Vicenza Società Sportiva Dilettantistica. Dall'estate 2015 dà la possibilità ai calciatori svincolati di tenersi allenati e mettersi in mostra al cospetto di club professionistici (come, ad esempio, Fiorentina e Sassuolo) disputando contro di essi amichevoli pre-campionato nelle sedi di ritiro in Veneto, Friuli-Venezia Giulia e Trentino-Alto Adige.
Il 5 luglio 2016 Lino Diquigiovanni cede la squadra a Davide Sannazzaro: la presidenza passa a Michele Sannazzaro.

## Colori e simboli

### Colori
I colori ufficiali della società sono il bianco e il rosso.

### Simboli ufficiali

#### Stemma
Più volte ridisegnato, lo stemma presenta storicamente come tratti di base quelli di uno scudetto a strisce verticali biancorosse, contenente la denominazione sociale e l'anno di fondazione; l'insieme è sormontato da una corona a tre "fioroni". Nel 2019 lo stemma è stato semplificato ed è costituito dalle lettere R e V rosse sormontate da una corona.

Logo in uso dal 2010 al 2013
Logo in uso dal 2013 al 2016
Logo in uso dal 2016 al 2019

## Strutture

### Stadio
Il campo storico dove si svolgevano le partite del Leodari Sole e dove si sono svolti gli incontri del Real Vicenza prima della stagione 2011-2012 è il campo di via Cavalieri di Vittorio Veneto.
Dalla stagione 2011-2012 (ed in seguito ad un accordo con il Vicenza Calcio), la squadra ha ottenuto di giocare le sue partite casalinghe allo stadio Romeo Menti, da sempre di proprietà comunale.

### Centro di allenamento
Altri campi, dislocati nella parte ovest della città, dove la società vicentina svolge le proprie attività sono il campo di via Onisto, in erba sintetica, dove si svolgono gli allenamenti delle partite che si svolgeranno su terreni sintetici e il campo di via Natta, anch'esso in erba sintetica, strutturato per il calcio a 5.

## Società

### Organigramma societario
- Davide Sannazzaro - Proprietario
- Michele Sannazzaro - Presidente
- Andrea Ranzato - Direttore generale
- Federico Agresti - Direttore Sportivo
- Mauro Padovan - Segretario Generale
- Mauro Talma - Consulente legale

### Sponsor
| Cronologia degli sponsor tecnici - 2010-2012 Sportika - 2012-2014 Macron - 2014-2016 Legea - 2016- Lotto | Cronologia degli sponsor ufficiali - 2010-2012 Diquigiovanni Serramenti - 2012-2013 Veneto Banca - 2013-2015 Banca Popolare di Vicenza - 2015-2019 nessuno sponsor |

## Allenatori e presidenti
Di seguito l'elenco degli allenatori e dei presidenti del Real Vicenza:
| Allenatori - 2010-2011 Denis Lazzaron (1ª-12ª) Marco Melone (13ª-30ª) - 2011-2012 Antonio Andreucci - 2012-2013 Antonio Andreucci (1ª-24ª) Massimiliano De Mozzi (25ª-38ª e play-off) - 2013-2014 Mario Vittadello (1ª-22ª) Lamberto Zauli (23ª-34ª) - 2014-2015 Michele Marcolini (1ª-22ª) Paolo Favaretto (23ª-27ª) Michele Marcolini (28ª-38ª) | Presidenti - 2010-2016 Lino Diquigiovanni - 2016- Michele Sannazzaro |

## Calciatori

### Capitani
- Matteo Fabris (2010-2011)
- Roberto Vecchiato (2011-2013)
- Mario Rebecchi (2013-2014)
- Matteo Tomei (2014-2015)

## Palmarès

### Competizioni regionali
- Coppa Italia Dilettanti Veneto: 1

2011-2012

### Altri piazzamenti
- Eccellenza:

Secondo posto: 2011-2012 (girone A)
Terzo posto: 2010-2011 (girone A)
- Coppa Italia Dilettanti Veneto:

Semifinalista: 2010-2011

## Statistiche e record

### Partecipazione ai campionati
Campionati nazionali
| Livello | Categoria                  | Partecipazioni | Debutto   | Ultima stagione | Totale |
| ------- | -------------------------- | -------------- | --------- | --------------- | ------ |
| 3º      | Lega Pro                   | 1              | 2014-2015 | 2014-2015       | 1      |
| 4º      | Lega Pro Seconda Divisione | 1              | 2013-2014 | 2013-2014       | 1      |
| 5º      | Serie D                    | 1              | 2012-2013 | 2012-2013       | 1      |

Il Real Vicenza ha disputato in totale 3 stagioni dei campionati nazionali organizzati dalla FIGC, 2 dei quali professionistici.
Campionati regionali
| Livello | Categoria  | Partecipazioni | Debutto   | Ultima stagione | Totale |
| ------- | ---------- | -------------- | --------- | --------------- | ------ |
| I       | Eccellenza | 2              | 2010-2011 | 2011-2012       | 2      |

Il Real Vicenza ha disputato in totale 2 stagioni nei campionati regionali, tutte nel più alto livello regionale che è l'Eccellenza.

### Partecipazione alle coppe
| Competizione            | Partecipazioni | Debutto   | Ultima stagione | Totale |
| ----------------------- | -------------- | --------- | --------------- | ------ |
| Coppa Italia Lega Pro   | 2              | 2013-2014 | 2014-2015       | 2      |
| Coppa Italia Serie D    | 1              | 2012-2013 | 2012-2013       | 1      |
| Coppa Italia Dilettanti | 1              | 2010-2011 | 2010-2011       | 1      |

### Statistiche di squadra
Di seguito i record di squadra:
- Vittoria più larga in casa
Real Vicenza-Somma 5-0 (2010-2011)
- Vittoria più larga in trasferta
Sanvitese-Real Vicenza 0-4 (2012-2013)
- Sconfitta più larga in casa
Real Vicenza-Virtusvecomp Verona 0-4 (2012-2013)
- Sconfitta più larga in trasferta
Sassuolo-Real Vicenza 22-0 (amichevole, 15 luglio 2023)
- Maggior numero di reti segnate
70 (2012-2013)
- Minor numero di reti segnate
44 (2014-2015)
- Maggior numero di reti subite
49 (2012-2013)
- Minor numero di reti subite
23 (2011-2012)
- Maggior numero di punti in campionato
67 (2012-2013)
- Minor numero di punti in campionato
52 (2010-2011, 2013-2014 e 2014-2015)
- Maggior numero di vittorie in campionato
18 (2012-2013)
- Minor numero di vittorie in campionato
12 (2014-2015)
- Maggior numero di sconfitte in campionato
12 (2014-2015)
- Minor numero di sconfitte in campionato
6 (2011-2012)
- Maggior numero di pareggi in campionato
16 (2014-2015)
- Minor numero di pareggi in campionato
6 (2011-2012)
- Miglior differenza reti in campionato
+23 (2011-2012)
- Peggior differenza reti in campionato
+3 (2013-2014)
- Miglior piazzamento in campionato
2º (2011-2012)
- Peggior piazzamento in campionato
7º (2013-2014 e 2014-2015)

### Statistiche individuali
Di seguito le tabelle con i record di presenze e reti tra i professionisti:
| Record di presenze - 66 Matteo Tomei (2013-2015) - 65 Luca Lavagnoli (2013-2015) - 54 Matteo Malagò (2013-2015) - 39 Carlo Caporali (2013-2015) - 35 Daniele Dalla Bona (2014-2015) | Record di reti - 19 Danilo Alessandro (2013-2014) - 16 Salvatore Bruno (2014-2015) |

## Tifoseria

### Storia
Il Real Vicenza non ha mai avuto un grande seguito di tifosi a causa del fatto che la squadra è stata fondata solo nel 2010 e in città è presente una società molto più blasonata, che invece ha sempre attirato un maggior numero di tifosi al suo seguito. Per le partite in casa nei campionati di Lega Pro Seconda Divisione 2013-2014 e di Lega Pro 2014-2015 si raggiungevano difficilmente le 200 presenze in uno stadio molto capiente, inoltre esse erano ancora più ridotte in trasferta. Non si segnalano gruppi di ultras.

### Gemellaggi e rivalità
Non si segnalano né gemellaggi né rivalità con nessun'altra squadra. Nel 2013, in Coppa Italia Lega Pro, il Real ha avuto modo di giocare il suo primo ed unico derby con il Vicenza, terminato con la vittoria di quest'ultima per 3-0.